# Шельтен
Шельтен (нем. Schelten) — коммуна в Швейцарии, в кантоне Берн. 
Входит в состав округа Мутье. Население составляет 50 человек (на 31 декабря 2006 года). Официальный код — 0708.